# 黄连花

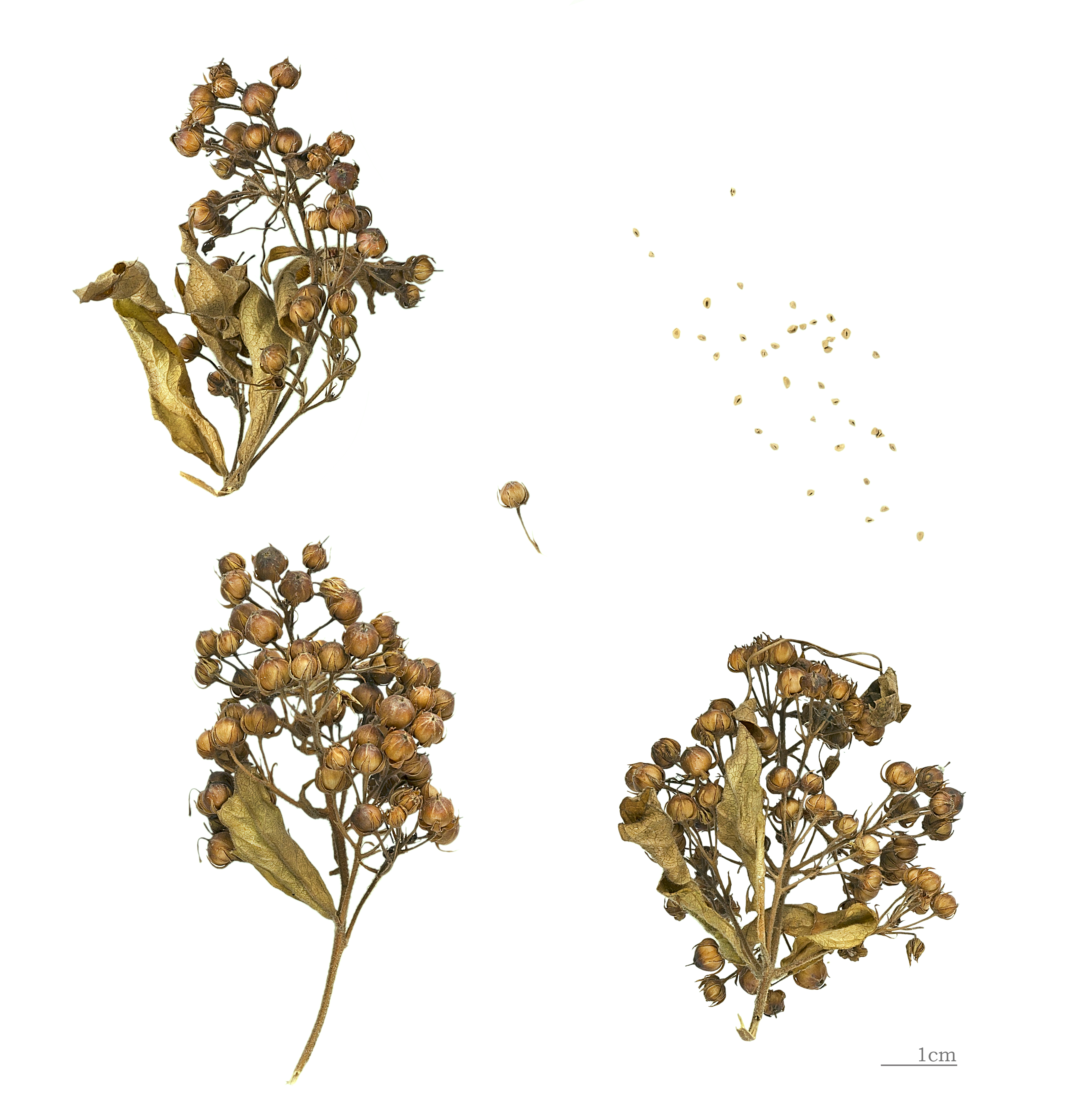
Lysimachia vulgaris

黄连花（学名：Lysimachia davurica）是紫金牛科珍珠菜属的植物。分布在远东地区、朝鲜、日本以及中国大陆的江苏、内蒙古、辽宁、浙江、吉林、云南、黑龙江、山东等地，生长于海拔300米至2,100米的地区，见于林缘、草甸及灌丛中，目前尚未由人工引种栽培。

## 异名
- Lysimachia vulgaris L. var. davurica (Ledeb.) R. Knuth